# Urban Legends: Bloody Mary
Urban Legends: Bloody Mary es una película de terror de 2005 protagonizada por Kate Mara, Robert Vito, Tina Lifford, Jeff Olson, Tamala Jones, Michael Gregory Coe y Ed Marinaro. Lanzada directamente a vídeo, es la tercera y última entrega de las películas de Urban Legend pero su trama está más alejada de la película original y abandona el elemento slasher de las películas anteriores en favor de un elemento sobrenatural.[cita requerida]

## Argumento
El 5 de noviembre de 1969 tres futbolistas de secundaria tratan de drogar y secuestrar a sus parejas de baile de promoción. Su plan funciona con dos de las chicas pero la tercera, Mary Banner (Merren Conlan), trata de escapar. El capitán del equipo de fútbol la persigue hasta un almacén y la golpea, dejándola inconsciente. Él entra en pánico y la encierra en un baúl, pensando que ella está muerta.  
Treinta y cinco años después, en 2004, esta historia es contada entre tres amigas de una escuela durante una pijamada. En tono de broma evocan a Bloody Mary y en la mañana siguiente las tres, Samantha, Mindy y Natalie, han desaparecido. Después de haber estado ausentes por un día, reaparecen en un viejo molino abandonado, sin conocimiento de cómo llegaron allí. Sam y su hermano David sospechan que ha sido una broma de unos jugadores del equipo de fútbol de la escuela, en venganza por un artículo que Sam realizó para el periódico escolar.
Posteriormente, Samantha, es perseguida por visiones sobre una chica muerta sangrando en la cabeza, mientras que varios alumnos mueren en extrañas circunstancias parecidas a las leyendas urbanas: el jugador de fútbol Roger (Jason Wright) muere quemado en una cama solar; Heather (Andrea Warren), la novia del capitán de fútbol Buck (Alesha Parker), tiene arañas saliendo desde una hinchazón en su mejilla, la desesperación hace que se corte la cara con un espejo y muera; y el jugador de fútbol americano, Tom (Tom Rawson), muere electrocutado al orinar sobre una antigua valla eléctrica. Buck cree que Sam y David están involucrados en las muertes. Sam comienza a investigar y averigua que hay una sobreviviente de los hechos de 1969 viviendo en la ciudad, Grace Taylor.
Grace les dice a Sam y David que Mary, desde el más allá, está tomando venganza con los hijos de quienes perpretraron la broma en 1969, la cual terminó en su muerte, pero no puede revelar los nombres de aquellos. Sospechando que Buck puede ser la próxima víctima, van a hablar con él, quien les confiesa que él y sus amigos orquestraron el secuestro de Sam y sus amigas, y los culpa por la muerte de sus amigos. También revela que su padre, el entrenador, fue uno de los secuestradores, pero que no tuvo nada que ver con lo ocurrido a Mary. Sam sospecha que sí fue el culpable, al haberlo visto colocar flores en la lápida de Mary durante el funeral de Roger.
Esa noche, Buck está en una habitación de motel cuando, al despertar, ve el cadáver de su perro y es asesinado por Mary. Diferentes rumores sobre su muerte se expanden.
David vuelve a visitar a Grace, quien sigue negándose a revelar los nombres de sus secuestradores, pero le sugiere que revise los archivos de la escuela. Allí descubre la identidad del asesino y corre de vuelta a su hogar, donde es sofocado por una figura encapuchada. Sam tiene otra visión de Mary, donde se entera de que fue encerrada en un baúl creyéndola muerta, y falleció allí. Sam le pide a Grace que la lleve a la escuela, donde encuentra el cadáver en un baúl en un depósito. La figura encapuchada aparece, y Sam logra encerrarla en el cuarto y huir.
Sam encuentra a Grace inconsciente, porque ella maneja hasta el cementerio, donde comienza a cavar en la lápida de Mary para así poder enterrarla. Su padrastro, Bill, a quien Sam había llamado anteriormente, aparece y comienza a ayudarla a cavar, hasta que repentinamente golpea a Sam con la pala. Grace aparece y comienza a forcejear, pero Bill logra dominarla. Bill persigue a Sam mientras confiesa que él fue quien colocó a Mary en el baúl, y que además asesinó a David. Bill logra capturar a Sam y está a punto de decapitarla con la pala, cuando Mary aparece en su forma física. Se besa con Bill y en ese momento vuelve a su forma fantasmal y lo arrastra a la tumba.
A la mañana, Sam y Grace están consolándose una a la otra, mientras el cuerpo de Bill es retirado. Su muerte es calificada como un paro cardíaco.

## Reparto
- Kate Mara: Samantha Owens.
- Robert Vito: David Owens.
- Tina Lifford: Grace Taylor.
- Michael Gregory Coe: Buck Jacoby.
- Lillith Fields: Mary Banner.
- Nancy Everhard: Pam Owens.
- Ed Marinaro: el Sr. Owens
- Audra Lea Keener: Heather Thompson.
- Don Shanks: el entrenador Jacoby.
- Jeff Olson: el sheriff Thompson McKenna.
- Tamala Jones: el diputado Lorena Capataces.
- Nate Heard: Tom Higgins.
- Brandon Sacks: Roger Dalton.
- Haley Evans: Martha.
- Olesya Rulin: Mindy.
- Odessa Rae: Natalie.
- Haley McCormick: Gina Lotnic.